# Claude Stratz
 (juillet 2024).
Si vous disposez d'ouvrages ou d'articles de référence ou si vous connaissez des sites web de qualité traitant du thème abordé ici, merci de compléter l'article en donnant les références utiles à sa vérifiabilité et en les liant à la section « Notes et références ».
Claude André Stratz, né le 7 mai 1946 à Zurich, mort le 4 avril 2007, est un metteur en scène suisse, célébré à Paris.

## Biographie
Après l'obtention d'une licence en psychologie, il devient assistant du psychologue et épistémologue Jean Piaget. Au début des années 1970, il suit parallèlement des cours au Conservatoire de Genève et joue au Nouveau Théâtre de Poche. Il enseigne la dramaturgie et l'interprétation à l’École supérieure d'art dramatique (ESAD) de Genève. Il se fait remarquer dans des mises en scène de pièces du répertoire classique, Les Bakkhantes d'Euripide en 1975,Tamerlan d'après Christopher Marlowe en 1976, Woyzec Büchner en 1978 et de Kleist.
De 1981 à 1988, il devient l'assistant de Patrice Chéreau au Théâtre des Amandiers de Nanterre. Durant cette période, il monte diverses pièces de théâtre, Le Legs et L’Épreuve de Marivaux en 1985, Le Suicidé de Nicolaï Erdmann en 1987. En 1989, il retourne à Genève pour remplacer Benno Besson à la direction de la Comédie de Genève jusqu'en 1999, avant d'être nommé à la tête de l'école supérieure dramatique de Genève. Il continue, parallèlement à créer de nombreuses mises en scène en Suisse et en France dont en 1995 le Fantasio de Musset, Un ennemi du peuple d'Ibsen en 1998. Durant sa période à la direction de la Comédie, il a donné sa chance au jeune metteur en scène Omar Porras,.
En 2001, Jean-Pierre Miquel, alors directeur de la Comédie-Française, lui demande de revenir à Paris pour y monter Le Malade imaginaire de Molière. La création est un succès retentissant. La même année, Catherine Tasca, alors ministre de la Culture, lui confie la direction du Conservatoire national supérieur d'art dramatique (CNSAD), où il succède à Marcel Bozonnet. Il est dans la continuité de Patrice Chéreau mais il crée avec ses élèves et ses professeurs son projet pédagogique d'enseignement. Parmi ses élèves, Kai Wong, qu'il a rencontré à New York, était l'un des acteurs qu'il a sélectionné des États-Unis, afin de féconder une nouvelle culture plus internationale.
Claude Stratz a aussi abordé la mise en scène lyrique en 2003 avec La Bohème de Puccini à l'Opéra de Lausanne. 
Claude Stratz a aussi mis en scène "Monsieur Bonhomme et les incendiaires" de Max Frisch avec Marcel Robert dans le rôle du lutteur Goulot, Comédie de Genève. Beaucoup de ses décors de théâtre ont été l’œuvre du peintre Frédéric Robert.

## Metteur en scène
- 1985 : Le Legs et L'Épreuve de Marivaux, Comédie de Genève, Théâtre Nanterre-Amandiers
- 1987 : Le Suicidé de Nikolaï Erdman, Comédie de Genève, Théâtre Nanterre-Amandiers
- 1989 : Chacun a son idée de Luigi Pirandello, Théâtre national de Strasbourg, Comédie de Genève
- 1990 : Jules César de William Shakespeare, Comédie de Genève
- 1992 : L'École des mères, Les Acteurs de bonne foi de Marivaux, Comédie de Genève
- 1995 : Fantasio d’Alfred de Musset, Comédie de Genève, Théâtre national de Chaillot
- 1998 : Un ennemi du peuple d'Henrik Ibsen, Théâtre national de la Colline
- 2005 : Les Grelots du fou de Luigi Pirandello, Comédie-Française Théâtre du Vieux-Colombier, Théâtre des Célestins
- 2012-2013 : Le Malade imaginaire de Molière, Comédie-Française